# Liste de locutions latines commençant par Q

## Q
Aller à l'index de locutions latines
Quæ sunt Cæsaris, Cæsari« À César ce qui est à César. » Bible, Évangile de Matthieu, 22, 21. Voir Redde Cæsari quæ sunt Cæsaris, et quæ sunt Dei Deo.
Qualis artifex pereo !« Quel artiste périt avec moi ! » (Néron au moment de sa mort.) Suétone, Vie des douze Césars, Néron.
Qualis pater, talis filius« Tel père, tel fils. »
Quandoque bonus dormitat Homerus« Quand le divin Homère sommeille. » Horace, Art poétique, 359. "Si, dans un mauvais poète, je trouve deux ou trois passages plaisants, je m'étonne et j'admire ; mais, plus exigeant, je me fâche quand le divin Homère sommeille." Pour dire que le plus grand génie aussi a ses moments de faiblesse, la plus grande œuvre ses parties plus médiocres.
Quantum libetJargon médical : « À volonté. »
Quantum satisJargon médical : « En quantité suffisante. »
Quantum sufficitJargon médical : « Autant que nécessaire. »
Quaque horaJargon médical : « À chaque heure. »
Quaque dieJargon médical : « Chaque jour. »
Quaque maneJargon médical : « Chaque matin. »
Quaque nocteJargon médical : « Chaque nuit. »
Quasimodo« De la même façon. » Premier mot de l'Introït de la messe du dimanche de l'octave de Pâques (huit jours après Pâques), dimanche de Quasimodo.
Quater in dieJargon médical : « Quatre fois jour. »
Quem di diligunt adulescens moritur« Ceux qu'aiment les dieux meurent jeunes. » Plaute, Les Bacchides, 4, 7, 18. Réplique sarcastique à son vieux maître d'un serviteur qui ajoute a parte « tant qu'ils sont forts, sensibles et sages. »
Qui bene amat, bene castigat« Qui aime bien châtie bien. »
Qui bene cantat bis orat« Qui chante bien prie deux fois. » D'après Saint Augustin, Commentaire du Psaume 74.1 : Qui enim cantat laudem, non solum laudat, sed etiam hilariter laudat ("Celui qui chante des louanges non seulement loue mais loue joyeusement.")
Qui cupit aut metuit liber non erit unquam« Qui désire ou craint ne sera jamais libre. » Formule forgée à partir de deux vers d'Horace :
- Qui cupit aut metuit, iuuat illum sic domus et res… « À celui qui désire ou qui craint, sa maison et sa richesse font le même bien que… » Horace, Épître à Lullius ; Épîtres 1, 2, 51. Voir ici le vers et son contexte.

- Qui metuens uiuet, liber mihi non erit umquam. « Celui qui vit dans la crainte, pour moi, ne sera jamais libre. » Horace, Épître à Quintius ; Épîtres, 1, 16, 66. Voir ici le vers et son contexte.

Qui dicit de omnibus dicit de singulis ; qui dicit de singulis non dicit de omnibus« Qui énonce des principes généraux y comprend les cas particuliers ; qui traite des cas particuliers ne dit rien des principes généraux. » Adage juridique.
Qui dicit de uno negat de altero« Qui affirme une chose nie son contraire. » Formulation élémentaire du tiers exclu en logique.
Qui est sine peccato, primum in illam lapidem mittat« Que celui qui est sans péché jette la première pierre. » Bible, Évangile de Jean, 8, 7
Qui futuri sunt moliti« L'avenir appartient à ceux qui luttent. » (Père Charles Charlebois). Devise nationale des Franco-Ontariens.
Qui habet aures audiendi audiat« Que celui qui a des oreilles pour entendre entende. » Formule utilisée à de nombreuses reprises dans les évangiles (Évangile de Matthieu, 11, 15 ; 13, 43 ; Évangile de Marc, 4, 9, etc.) en conclusion de propos de Jésus, pour dire que l'on doit faire son profit de ce qui a été dit.
Qui nescit dissimulare nescit regnare« Qui ne sait dissimuler ne sait régner. » Formule médiévale qui aurait été la devise de Louis XI, roi de France.
Qui pro quoÉquivalent approximatif : « Prendre un qui pour un quoi. » Ambigüité des pronoms latins "qui" et "quo" qui conduit à l'ambigüité des questions, des réponses et aux quiproquo.
Qui rogat non errat« Poser des questions n'est pas une erreur. »
Qui scribit bis legit« Celui qui écrit lit deux fois. » Écrire permet de mieux mémoriser.
Qui tacet consentire videtur« Qui ne dit mot semble consentir. »
Quia ego nominor leo« Parce que je m'appelle lion. » L'expression trouve son origine dans une fable d'Ésope traduite en latin par Phèdre : La vache, la chèvre, la brebis et le lion. Voir ici le texte de la fable. L'expression latine est une retraduction de la formule employée par La Fontaine dans sa version française de la fable (La Génisse, la Chèvre et la Brebis en société avec le Lion). Cette fable est à l'origine de l'expression "se tailler la part du lion".
Quia nominor leoVoir Quia ego nominor leo.
Quia pulvis es et in pulverem reverteris« Parce que tu es poussière et que tu retourneras à la poussière » Bible, Genèse, 3, 19.
Quia suam uxorem etiam suspiciore vacare vellet« Même la femme de César doit être insoupçonnable. » Plutarque, César, 10. La fête de Dea Bona, réservée exclusivement aux femmes, se tenait à la résidence du Grand Pontife, alors César. Elle était présidée par la seconde épouse de celui-ci, Pompeia. Un célèbre politicien, Clodius se présenta déguisé en femme ; démasqué par les femmes outragées, il s'enfuit avant d'être écharpé. Toutefois, on soupçonna que son comportement était motivé par une liaison avec Pompeia. Bien qu'aucune preuve n'ait été apportée à l'infidélité de son épouse, César répudia Pompeia avec les mots : « Même la femme de César doit être insoupçonnable. »
Quieta non movere« Il ne faut pas apporter le trouble là où règne la quiétude. » Adage juridique. Pose le principe de l'opportunité des poursuites.
Quid agis ?« Que se passe-t-il ? »
Quid est veritas ?« Qu'est-ce que la vérité ? » Bible, Évangile de Jean, 18, 38.  Lors de son interrogatoire par Pilate, Jésus répond : "Je suis né et je suis venu dans le monde pour rendre témoignage à la vérité. Quiconque est de la vérité écoute ma voix". Pilate demande : "Qu'est-ce-que la vérité ?". [Traduction : Louis Segond, 1910.].
Quid novi ?« Quoi de neuf ? »  Voir Quid novi sub sole ?.
Quid novi sub sole ?« Quoi de neuf sous le soleil ? » Question dérivée de la formule de l'Ecclésiaste : Nihil novi sub sole.
Quid pro quoVoir Qui pro quo.
Quidquid agis, prudenter agas et respice finem !« Quoi que tu fasses, fais-le avec prudence, sans perdre de vue la fin. » Morale de la fable Le renard et le bouc d'Ésope ; formule des Proverbes dorés des pseudo-pythagoriciens (Βουλεύου δὲ πρὸ ἔργου, ὅπως μὴ μῶρα πέληται) présente aussi dans l'Ecclésiastique apocryphe de Jesus ben Sirach (7.36).
Quidquid discis, tibi discis« Quoi que tu apprennes, tu l'apprends pour toi-même. »
Quidquid latine dictum sit, altum sonatur« Quoi qu'on dise en latin, ça sonne profond. »
Quidquid recipitur ad modem recipientis recipitur« Tout ce qui est reçu est reçu à la manière de celui qui reçoit. » Thomas d’Aquin, Somme théologique, 1a, q. 75, a. 5.
Quis custodiet ipsos custodes ?« Qui gardera les gardiens ? » Juvénal, Satires, 6, 345. Juvénal, dans sa Satire 6, raille les femmes de son temps, enragées d'impudeur et de lubricité : elles séduisent même leurs gardiens. Voir le contexte ici.
Quis, quid, ubi, quibus auxiliis, cur, quomodo, quando ?« Qui, quoi, où, par quels moyens, pourquoi, comment, quand ? », Questions auxquelles doit répondre toute enquête et toute œuvre littéraire.
Quis separabit ?Littéralement « Qui nous séparera ? » qui fait allusion à la question « Qui nous séparera de l’amour du Christ ? » Bible, Épître aux Romains, 8,35. La devise de l'Ordre de Saint-Patrick.
Quod ad jus naturale attinet, omnes homines aequale suntPour ce qui touche au droit naturel, tous les hommes sont égaux. » Principe de droit romain.
Quo fata feruntLittéralement « Où les destins emportent », c'est-à-dire : « Où nous emporte le destin. » Devise des Bermudes.
Quo vadis ?« Où vas-tu ? » Bible, Évangile de Jean, 13, 36. Question de Simon-Pierre à Jésus à l'issue de la Cène. Voir ici le contexte.
Quocunque jeceris stabit« Où que tu le jettes, il restera debout. » Devise de l'île de Man.
Quod ab omnibus, quod ubique, quod semper« Par tous, partout, toujours. » Selon les Anciens, preuve la moins contestable de la certitude d'une vérité.
Quod erat demonstrandum (Q.E.D.)Littéralement : « Ce qu'il fallait démontrer (CQFD). » Ponctue la fin d'une démonstration.
Quod medicina aliis aliis est acre venenum« Ce qui est un remède pour certains est poison violent pour d'autres.»
Quod omnes tangit, ab omnibus probari debet« Ce qui affecte tous doit être approuvé par tous.»
Quod scripsi, scripsi« Ce que j'ai écrit, je l'ai écrit.» Bible, Évangile de Jean, 19, 22. Sur la croix de sacrifice de Jésus, Pilate a fait écrire : "Roi des Juifs". Au Grand Prêtre qui demande d'écrire : "Je suis le roi des Juifs", Pilate répond : "Ce que j'ai écrit, je l'ai écrit."
Quomodo vales ?« Comment vas-tu ? »
Quorum« D'entre eux. » Nombre minimum nécessaire des membres d'une assemblée pour que ses décisions soient valides.
Quot capita, tot sententiæ« Autant de têtes, autant d'avis différents. » Térence, Phormion, 454.
Quot homines tot sententiae« Autant d'hommes, autant d'avis différents. » Variante de la précédente.
Quot linguas calles, tot homines vales« Autant tu pratiques de langues, autant tu es humain. » Charles Quint, Empereur du Saint-Empire Romain germanique (1500-1558).
Quousque tandem abutere, Catilina, patientia nostra ?« Jusqu'à quand abuseras-tu de notre patience, Catilina ? » Cicéron, Conjuration de Catilina, 1, 1, 1.
Aller à l'index de locutions latines

### Qui cupit aut metuit, iuuat illum sic domus et res…
Horace, Épîtres, 1, 2, 51-56. [Traduction : Ch.-M. Leconte de Lisle (1818-1894). Horace, traduction nouvelle ; Paris, A. Lemerre, 1911.]
| Qui cupit aut metuit, iuuat illum sic domus et res ut lippum pictae tabulae, fomenta podagram, auriculas citharae collecta sorde dolentis. | À celui qui désire ou qui craint, sa maison et sa richesse font le même bien qu'un tableau peint à des yeux malades, des fomentations à un goutteux, et les sons de la cithare à des oreilles pleines d'humeur et douloureuses. |
Retour à la liste des locutions latines.

### Qui metuens uiuet, liber mihi non erit umquam
Horace, Épîtres, 1, 16, 65-69. [Traduction : Ch.-M. Leconte de Lisle (1818-1894). Horace, traduction nouvelle ; Paris, A. Lemerre, 1911.]
| Qui cupiet, metuet quoque, porro qui metuens uiuet, liber mihi non erit umquam. Perdidit arma, locum uirtutis deseruit, qui semper in augenda festinat et obruitur re. | Celui qui désire craint aussi ; or celui qui vit dans la crainte, pour moi, ne sera jamais libre. Il a perdu ses armes, il a déserté le poste de la vertu, celui qui travaille et se tue à augmenter sans cesse sa richesse. |
Retour à la liste des locutions latines.

### Quia ego nominor leo
Phèdre, Fables, 1, 5. La vache, la chèvre, la brebis et le lion. [Traduction : Pierre Constant, Fables de Phèdre : Paris, Garnier, 1937.]
| Numquam est fidelis cum potente societas. Testatur haec fabella propositum meum. Vacca et capella et patiens ouis iniuriae socii fuere cum leone in saltibus. Hi cum cepissent ceruum uasti corporis, sic est locutus partibus factis leo : "Ego primam tollo nomine hoc quia rex cluo ; secundam, quia sum consors, tribuetis mihi ; tum, quia plus ualeo, me sequetur tertia ; malo adficietur si quis quartam tetigerit." Sic totam praedam sola improbitas abstulit. | Il n'y a jamais de sûreté dans l'association avec le puissant ; cette petite fable montre la vérité de ce que j'avance. Une vache, une chèvre et une brebis habituée à l'injustice firent dans les bois société avec un lion. Comme ils avaient pris un cerf de grande taille, les parts faites, le lion parla ainsi : « C'est moi qui prends la première puisqu'on m'appelle roi, elle m'appartient ; la seconde, comme je suis vaillant, vous me la donnerez ; et parce que je suis le plus fort, la troisième me reviendra. Malheur à qui touchera à la quatrième ! » Ainsi, grâce à sa mauvaise foi, il emporta pour lui seul la proie tout entière. |
Retour à la liste des locutions latines.

### Quis custodiet ipsos custodes?
Juvénal, Satires, 6, 325.
Les Romains n'étaient pas pudibonds ; ce texte de Juvénal sur la luxure féminine contient nombre d'évocations scabreuses. Les traducteurs, pudiques, tentent de contourner le sujet. C'est pourquoi on donne ici deux traductions du texte de Juvénal qui permettront d'approcher le sens du texte original. La traduction de 1934 est presque fidèle, mais incomplète ; la traduction de 1842, en vers, est approximative mais transcrit parfois mieux la vigueur du texte de Juvénal.
[Traduction : Henri Clouard. Juvénal et Perse. Classiques Garnier, Paris, 1934.]
| Tunc prurigo morae inpatiens, tum femina simplex, ac ariter toto repetitus clamor ab antro "iam fas est, admitte uiros." Dormitat adulter, illa iubet sumpto iuuenem properare cucullo ; si nihil est, seruis incurritur ; abstuleris spem seruorum, uenit et conductus aquarius ; hic si quaeritur et desunt homines, mora nulla per ipsam quo minus inposito clunem summittat asello. Atque utinam ritus ueteres et publica saltem his intacta malis agerentur sacra ; sed omnes nouerunt Mauri atque Indi quae psaltria penem maiorem quam sunt duo Caesaris Anticatones illuc, testiculi sibi conscius unde fugit mus, intulerit, ubi uelari pictura iubetur quaecumque alterius sexus imitata figuras. Et quis tunc hominum contemptor numinis, aut quis simpuuium ridere Numae nigrumque catinum et Vaticano fragiles de monte patellas ausus erat ? Sed nunc ad quas non Clodius aras ? Audio quid ueteres olim moneatis amici, "pone seram, cohibe." Sed quis custodiet ipsos custodes ? Cauta est et ab illis incipit uxor. Iamque eadem summis pariter minimisque libido. | Et voici que le rut ne peut plus attendre, il n'y a plus à présent que la femelle toute pure, un cri unanime retentit dans tout le repaire : "C'est l'heure permise par la déesse, nous voulons les hommes !" L'amant est dans son lit, on lui fait dire qu'il ait à prendre son manteau pour accourir ; si l'amant fait défaut, on livre assaut aux esclaves ; faute d'esclaves, on appelle un porteur d'eau ; si enfin il n'y a pas moyen de trouver d'homme, on n'attendra pas davantage, on se couchera sous un âne. Plût aux dieux que les rites antiques et le culte public eussent échappé à de telles profanations ! Mais Maures et Indiens savent bien quel jeune homme osa, déguisé en joueuse de flûte, introduire un membre (de plus fort calibre que le rouleau des deux Anti-Caton de César) là même d'où le rat n'ose approcher s'il se sait mâle, là où c'est une loi de la peinture de faire pendre un voile. Et cependant quel homme en ce temps-là aurait osé blasphémer ? Lequel aurait raillé la coupe et le bassin noir de Numa et les fragiles assiettes fabriquées sur le mont Vatican ? Mais aujourd'hui quel autel n'a pas son Clodius ? Grandes dames ou plébéiennes, toutes se valent. |
[Traduction : Louis-Vincent Raoul ; Wouters, Raspoet et cie, 1842.]
| Tunc prurigo morae inpatiens, tum femina simplex, ac ariter toto repetitus clamor ab antro "iam fas est, admitte uiros." Dormitat adulter, illa iubet sumpto iuuenem properare cucullo ; si nihil est, seruis incurritur ; abstuleris spem seruorum, uenit et conductus aquarius ; hic si quaeritur et desunt homines, mora nulla per ipsam quo minus inposito clunem summittat asello. Atque utinam ritus ueteres et publica saltem his intacta malis agerentur sacra ; sed omnes nouerunt Mauri atque Indi quae psaltria penem maiorem quam sunt duo Caesaris Anticatones illuc, testiculi sibi conscius unde fugit mus, intulerit, ubi uelari pictura iubetur quaecumque alterius sexus imitata figuras. Et quis tunc hominum contemptor numinis, aut quis simpuuium ridere Numae nigrumque catinum et Vaticano fragiles de monte patellas ausus erat ? Sed nunc ad quas non Clodius aras ? Audio quid ueteres olim moneatis amici, "pone seram, cohibe." Sed quis custodiet ipsos custodes ? Cauta est et ab illis incipit uxor. | Mais l’ardeur est au comble, et ne peut plus attendre. De tous les coins de l’antre, un cri se fait entendre ; Un cri de rage : "Ouvrez, Cybèle l’a permis ; Ouvrez, et qu’à nos yeux les hommes soient admis." Que vient-on m’annoncer ? quoi! mon amant sommeille ! Allez, que par mon ordre à l’instant on l’éveille, Qu’il accoure. Il hésite ! esclaves soyez prêts. Point d’esclaves ! eh bien, un rustre, un porte-faix. Point d’homme ! En son dépit, Pasiphaé nouvelle, Un époux mugissant pourrait approcher d’elle. Plût au ciel que du moins ces transports odieux N’eussent jamais souillé les autels de nos dieux ! Mais, des bords africains aux rivages du Gange, Qui n’a point su comment une chanteuse étrange, Du signe triomphant de sa virilité, Surprit l’asile saint de la pudicité ; Cet asile où, fidèle à de chastes usages, D’un sexe différent on voile les images, Et dont le rat timide et prompt à se cacher, Avec un testicule aurait peur d’approcher ? Quel mortel autrefois, quel railleur incrédule Eût tourné de nos dieux le culte en ridicule ? Quel impie eût osé du second de nos rois Mépriser l’humble argile et les vases de bois, Et la soucoupe noire, où, dans les sacrifices, De la liqueur sacrée il versait les prémices ? Maintenant quel autel n’a pas son Clodius ? J’entends, mes vieux amis : "des barreaux, des argus !" Mais par qui ferez-vous garder vos sentinelles ? Une femme est adroite et commence par elles. |
Retour à la liste des locutions latines.

### Quo vadis?
Bible, Évangile de Jean, 13, 33-38. [Traduction : Louis Segond, 1910.]
| Filioli, adhuc modicum vobiscum sum. Quæretis me ; et sicut dixi Judæis, quo ego vado, vos non potestis venire : et vobis dico modo. Mandatum novum do vobis : ut diligatis invicem : sicut dilexi vos, ut et vos diligatis invicem. In hoc cognoscent omnes quia discipuli mei estis, si dilectionem habueritis ad invicem. Dicit ei Simon Petrus : Domine, quo vadis ? Respondit Jesus : Quo ego vado non potes me modo sequi : sequeris autem postea. Dicit ei Petrus : Quare non possum te sequi modo ? animam meam pro te ponam. Respondit ei Jesus : Animam tuam pro me pones ? amen, amen dico tibi : non cantabit gallus, donec ter me neges. | Mes petits enfants, je suis pour peu de temps encore avec vous. Vous me chercherez ; et, comme j'ai dit aux Juifs : Vous ne pouvez venir où je vais, je vous le dis aussi maintenant. Je vous donne un commandement nouveau : Aimez-vous les uns les autres comme je vous ai aimés. Vous aussi, aimez-vous les uns les autres. À ceci tous connaîtront que vous êtes mes disciples, si vous avez de l'amour les uns pour les autres. Simon Pierre lui dit : Seigneur, où vas-tu ? Jésus répondit : Tu ne peux pas maintenant me suivre où je vais, mais tu me suivras plus tard. Seigneur, lui dit Pierre, pourquoi ne puis-je pas te suivre maintenant ? Je donnerai ma vie pour toi. Jésus répondit : Tu donneras ta vie pour moi ! En vérité, en vérité, je te le dis, le coq ne chantera pas que tu ne m'aies renié trois fois. |
Retour à la liste des locutions latines.